# トヨタ・ラクティス
ラクティス（Ractis）は、トヨタ自動車が製造・販売していたコンパクトトールワゴン。

## 概要
ファンカーゴ（初代ヴィッツ派生）の後継車種として、2代目および3代目ヴィッツをベースに開発・販売されていた。既存のヤリス（日本名・ヴィッツ）同様、かつてのトヨタにおける世界戦略車でもあった。

## 初代 P100型（2005年 - 2010年）
開発主査は後に2代目ウィッシュ、初代86、5代目スープラを手掛けた多田哲哉である。
「思い通りのレスポンス、カッコイイスタイル、かつてない開放感、広大なスペース、低燃費低排出、軽快な走り」を追求した「高速大容量スタイリング」をコンセプトに開発された。1.3 - 1.5Lと小排気量のエンジンを搭載しながらも広い居住空間を追求しているため、居住性がよく、かつ経済走行性に優れる（1.5L・FF車〈1NZ-FE搭載車〉は18.6km/L〈10・15モード〉）一方、車両本体価格が最大160万円程度と比較的低価格に関わらず高速走行時に効果を発揮するクルーズモードを搭載する（1NZ-FE搭載車のみ）など、街乗用にも長距離走行用にも適用できる仕様となっている。
1.5Lの1NZ-FEエンジンは型式こそ同じであるが、駆動方式により若干構造が異なり、FFでは1.3Lの2SZ-FE同様、ローラーロッカーアームが採用されるが、4WDには非採用（直打式）となる。よって、エンジンヘッドカバーも各々で異なり、互換性は全くない。
2代目ヴィッツのプラットフォームをベースとするため、前部衝撃吸収構造に優れる。基本的に前部からの衝撃はバンパリインフォースメント、左右サイドメンバ、並びに従来はただの保持部材であったラジエーターサポートをユニット化して強度部材とし、それぞれに衝撃吸収構造を設けて極力エネルギーを吸収する構造になっている。それでも吸収しきれないエネルギーは左右Aピラーを通してルーフ部に逃がすか、サイドメンバからフロントトルクボックスを通じて床下のフロアメンバに逃がすようになっている。また、万が一衝突でエンジンが後退してもフロントパネルの前部に設けられたリインフォースメント（強度部材）が受け止め、そのエネルギーを両サイドのフロントトルクボックスに逃がす構造となっており、衝突時の生存空間を極限まで残すようになっている。更に、ラジエーターサポートをボルト止めとして交換を容易にしていることも特徴である。後方からの衝突、側面からの衝突に対しても、パネルに強度を持たせるのではなくリアサイドメンバやセンターピラーなど強度部材によって衝撃吸収を行う構造となっているため、損傷波及がしにくく生存空間を極力残すようになっている。
インテリアについては、駆動方式によってリヤシートのアレンジが大きく異なり、FFでは片手で楽に収納できる「ダイブインシート」を採用し、簡単に広大なスペースを造り出すことが可能。4WDの場合はプロペラシャフトの追加に伴って床高が上がるためにダイブインシートは装着できず、代わりにダブルフォールディング式を採用することでFFに迫る空間を生み出している。
そのほか、コンパクトカーには珍しく大径16インチタイヤ（175/60R16 81H）、ゲート付きシフトレバー、本革巻きステアリング+シフトノブ、クルーズコントロール、テレスコピックステアリングを装備する。また、トヨタ初の装備としてはCVT専用パドルシフト、サイドターンランプ付きドアミラー、新開発の装備としてヴィッツの4倍細かい制御の電動パワステ、アクティブCVTシステム（7速モード付）が挙げられる。その他、低いハンドルの上に望むバノラマビューメーター（オプティトロンメーター）がある。
開発主査の多田によると、開発期間は僅か9カ月半であり、これは2023年現在でもトヨタ車では最短記録である。
欧州などでも販売された先代のファンカーゴとは異なり、発売当初は日本国内専用車であったが、後期型となった2009年10月より中華圏特別行政区の香港およびマカオでも販売された。またロシアや東南アジア各国・東アフリカ各国・ニュージーランド等、日本の中古車輸入が活発な国に多数輸出された。

### ファンカーゴからの変更点
先代（ファンカーゴ）との大きな変更点は、以下のことが挙げられる。
- コラムシフトからインパネシフトへと変更。
- メーターをセンターレイアウトから運転席前に変更。
- 大型ガラスルーフ「パノラマルーフ」[注釈 4]の設定。
- 1.5L車（4WD除く）および1.3L車でのSuper CVT-iの採用。
- 簡単にシートアレンジできるように改善。
- 横開きだったハッチが、一般的な上下開き（跳ね上げ式）に変更。
- ハイマウントストップランプが標準装備され、2005年度の法規制（義務化）に適合。
- 4WD車のスペアタイヤの搭載位置がバックドア裏面からカーゴスペース床下に移動。
- 積載容量が若干少なくなった。

### 年表
- 2005年
  - 10月3日 - 発売。キャッチフレーズは「Update! Your Life.」で、CMソングはシュガーカルトがカバーしたビートルズの「A Hard Days Night」。

月販目標台数を7,000台と設定してのスタートだったが、最初の1か月間（2005年10月3日 - 2005年11月2日）の売上台数は目標台数の3倍にあたる約2万1,000台を受注し、目標を大きく上回った。
  - 12月27日 - 専用外板色として「アクアマイカメタリック」を設定した特別仕様車「アクアセレクション」発売（2006年4月までの期間限定販売）。
- 2006年
  - 8月21日 - 特別仕様車「HIDセレクション」を発売。CMキャラクターは佐藤隆太（時期により、ベッキーや玉山鉄二も加わっていた）。

「G」と「G・Lパッケージ」をベースに、ディスチャージヘッドランプを特別装備したほか、特別外板色に「ライトブルーマイカメタリック」を含む6色を設定し、フロントに2つのツィーターを追加した6スピーカーを装備した。
- 2007年
  - 4月23日 - 特別仕様車「HIDセレクションII」を発売。

2006年8月に発表した特別仕様車「HIDセレクション」に、トヨタのコンパクトカーでは初めて、シフトポジションの「R」に連動してドアミラーが下方に動く「リバース連動ミラー」を装備した。今回は廉価グレードの「X」にも設定されたが、「X HIDセレクションII」では「リバース連動ミラー」は装備されない。
  - 12月20日 - マイナーチェンジ。キャッチフレーズは「ラクに行こうぜ、ラクティスで」で、CMキャラクターはゆずと綾瀬はるか、CMソングはゆずの「ストーリー」。

ヘッドランプがプロジェクター式に変更されたほか、リアコンビランプ・ホイールキャップのデザイン変更、内装色に明るめの「グレージュ」を追加するとともに「G」には運転席アームレストを追加。サイドエアバッグ・カーテンシールドエアバッグを標準装備し安全性能を向上。さらに、ライトの自動点灯・消灯ができるコンライトや特別仕様車の「HIDエディションII」に装備されていたリバース連動ミラー（一部グレード）を追加。外板色にコバルトブルーメタリックなどの新色を設定した。
- 2009年
  - 2月2日 - 特別仕様車「HID Selection」を発売。

「X」と「G」をベースに、ディスチャージヘッドランプ、運転席アームレスト（Xのみ、Gは標準装備済み）を特別装備し、ウォームシルバー塗装のスイッチベース、メッキインサイドドアハンドル、6スピーカー（通常の4スピーカーにフロント設置のツィーター2つを追加）を装備した。外板色は特別色の「ディープアメジストマイカメタリック」を含む9色を設定した。
  - 10月14日 - 一部改良。同時にCMキャラクターがオードリーと吉高由里子に変更された。

1.5L・FF車でエンジン、トランスミッション、オルタネーターなどの制御改良を行い、燃費を向上。アイドリングストップ専用バッテリーを搭載することにより「平成22年度燃費基準+15%」を達成し、環境対応車普及促進税制（エコカー減税）に適合。
- 2010年
  - 4月12日 - 特別仕様車「G L Package・HID Selection」を発売。

「G」をベースに、「L Package」の装備に加え、プロジェクター式ディスチャージヘッドランプ（スモーク、オートレベリング機構付）やメッキインサイドドアハンドルを装備しより魅力的な仕様にしつつ、3本スポークステアリングホイールとゲート式シフトレバーを「X」と同じウレタン製に変更し、2WD車はACTIVE CVTシステム+クルーズコントロールを省いたことで価格を抑えた。
  - 10月[3] - 生産終了。在庫対応分のみの販売となる。
  - 11月20日 - 2代目と入れ替わる形で販売終了。

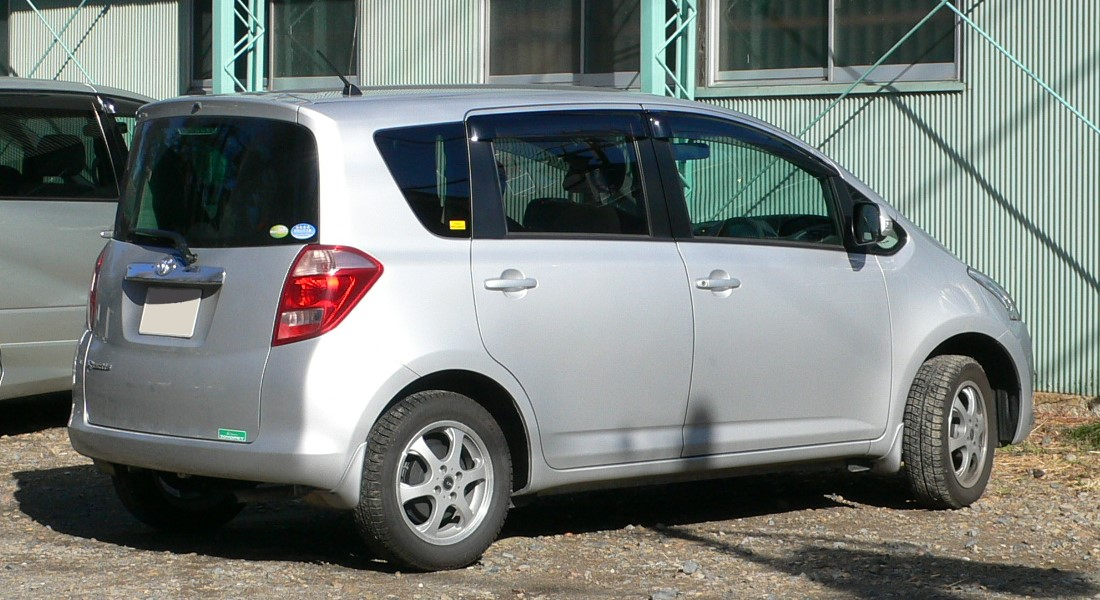
前期型リア
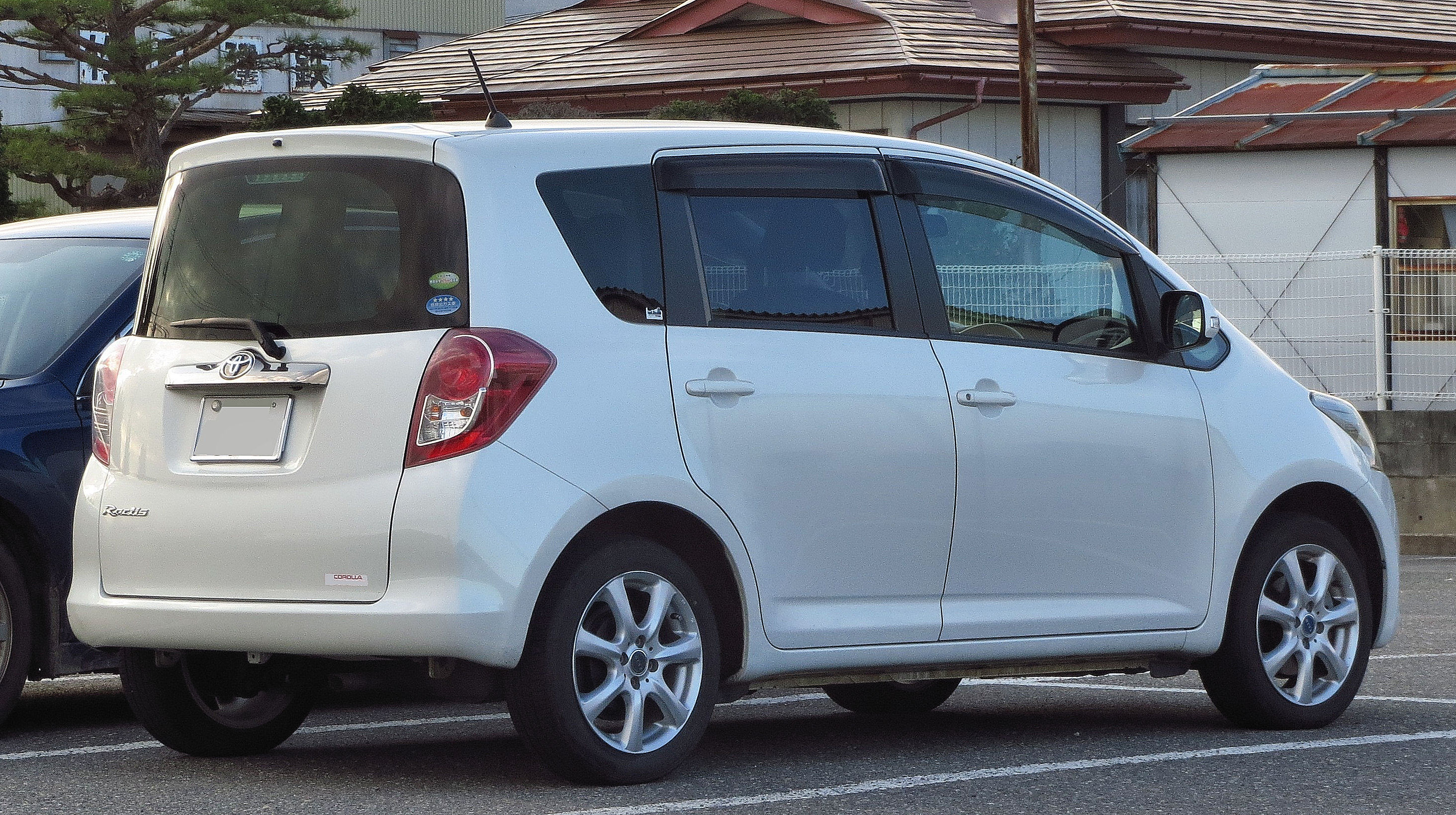
後期型リア

## 2代目 P120型（日本/香港・マカオ仕様: 2010年 - 2016年）
開発主査 (CE) は多田に代わり、istやハイエース/レジアスエースなどの開発主査を歴任した三浦清克。富士重工業（現・SUBARU）のエンジニアが100名規模で参加した初の共同開発車種でもある。
先代とは異なり、「ヴァーソ・S（Verso-S）」として欧州でも販売された。欧州ではBセグメントのMPVに分類される。また、香港・マカオでは「ラクティス・プラス」（2014年7月の改良で「ラクティス」に変更）、イスラエルでは「スペース・ヴァーソ」の名称でそれぞれ販売された。
先代と同じ5ナンバーサイズを維持しつつ、室内幅を40mm拡大した。また、FF車にはコンパクトクラスでは初めて、ラゲージスペース側面のレバー操作のみで簡単に格納できる6:4分割チルドダウン機構付リアシート（4WD車は6:4分割ダブルフォールディングリアシート）の採用により使い勝手を高めた。さらに、後席の座面奥行きとシートバック高をそれぞれ30mm拡大、クッション厚を10mm厚くし、前席のシートを薄く作ることで足回りのゆとりを拡大するなど、先代の弱点とされていた後席の居住性を大幅に改善した。その反面、先代で設定されていたテレスコピックステアリングは国内仕様では廃止され、走行安定性を向上させるために先代比で全高を50mm以上落としたことで、相対的に室内高も低くなった。フロントのエンブレムはトヨタのCIマークのエンブレムに変更された。
1.3L車のエンジンはDual VVT-iを搭載した1NR-FE型に置換、1.5L・4WD車はトランスミッションをCVT（Super CVT-i）に変更。合わせて、空力性能の改善と車体の軽量化も行われたことで燃費が向上し、FF車は「平成22年度燃費基準+25%」を、1.5L・4WD車は「平成22年度燃費基準+15%」をそれぞれ達成した。欧州仕様には1.4Lディーゼルターボエンジンの設定もあった。
今回のモデルチェンジでワイパーが払拭性を考慮して1本となり、ホイールが4穴から5穴に変更された（PCDについては100.0mmで変更なし）。さらに4WD車の駆動システムについては、ビスカスカップリングを使用したVフレックスフルタイム4WDから電子制御カップリングを使用したアクティブトルクコントロール4WDに変更された。助手席シートベルト非着用警告灯は、運転席警告灯と兼用になった。
L'épice（レピス）
新型ラクティスで新しく設定されたのが、女性ユーザーを意識した「レピス」グレードで、装備や仕様は全体的には前述の「X」グレードと同等だが、外観ではアルミホイールキャップやフロントバンパーやリアコンビネーションクリアランプ、内装ではステアリングホイールやシフトノブ、コントロールパネルなどがレピス専用になっている。価格はXグレードより5万円高い149.5万円。
当初、日本・香港・マカオ仕様車の生産は関東自動車工業岩手工場（現・トヨタ自動車東日本岩手工場）が担当していたが、同工場で生産されるアクアの増産に対応するため、2012年5月より同社東富士工場（2020年12月末を以て閉鎖。後のウーブン・シティ）に移管された。

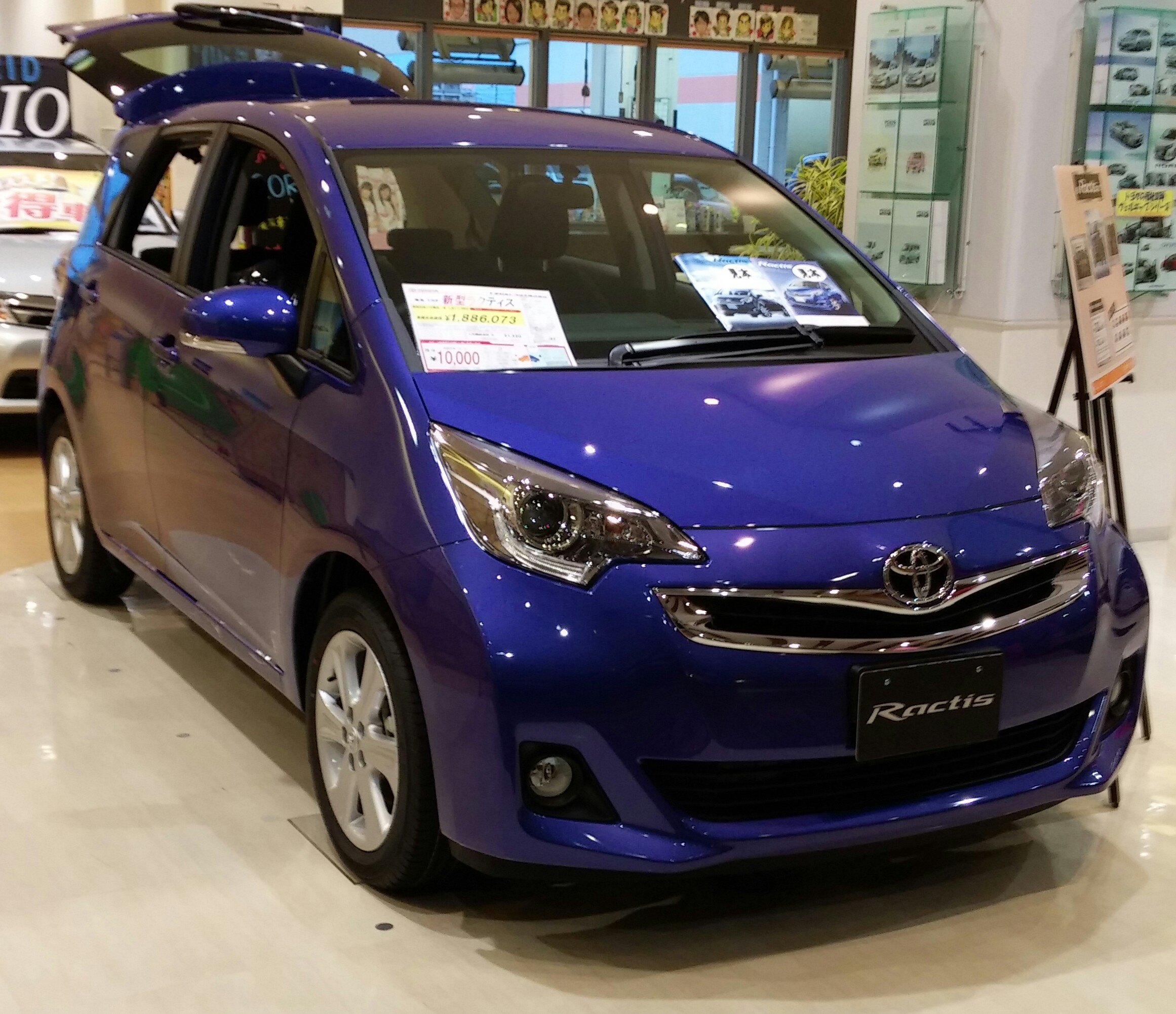
後期型　1.5G“PRIME STYLE”
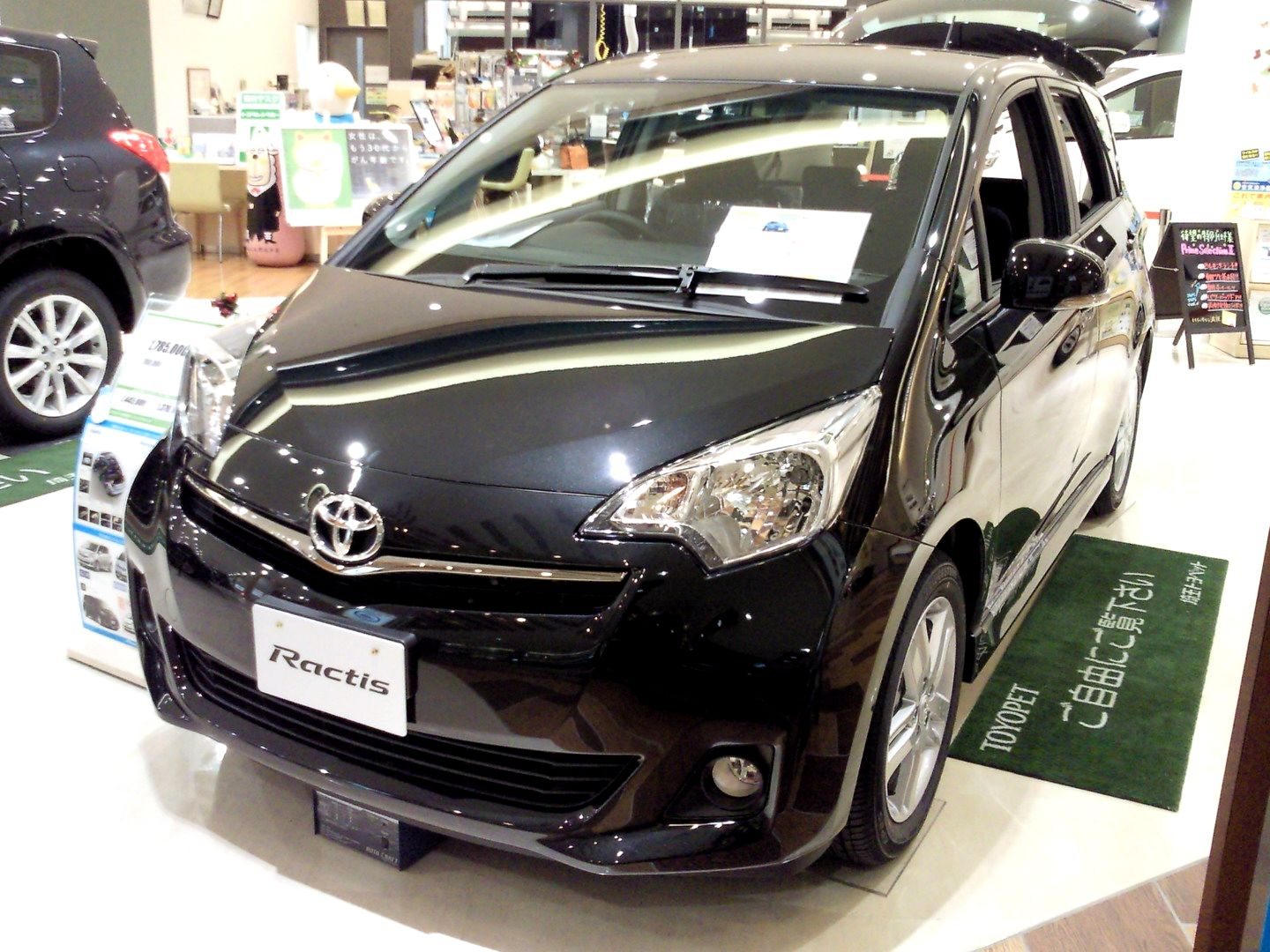
前期型　1.5S
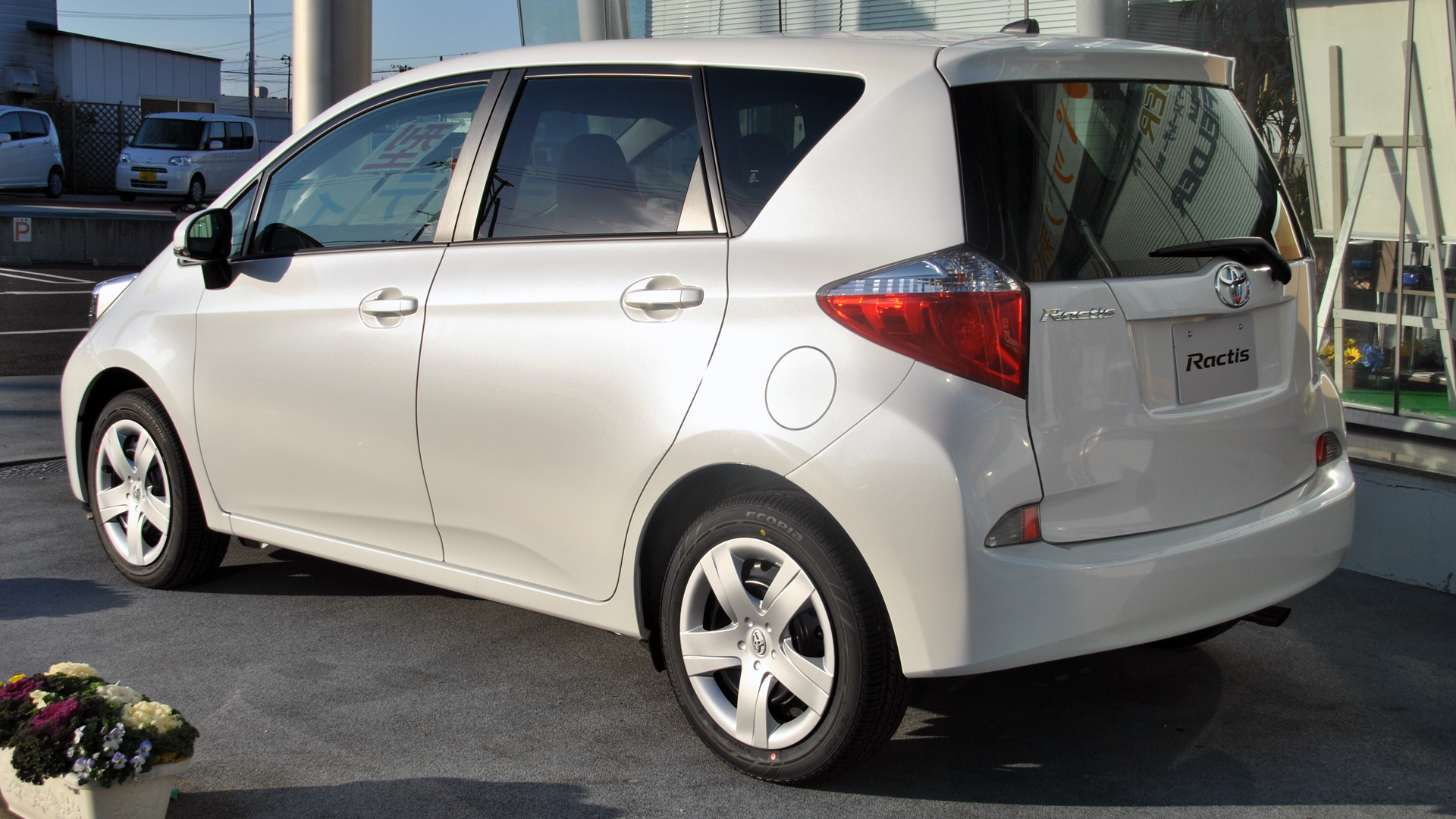
前期型　1.5G　リヤ
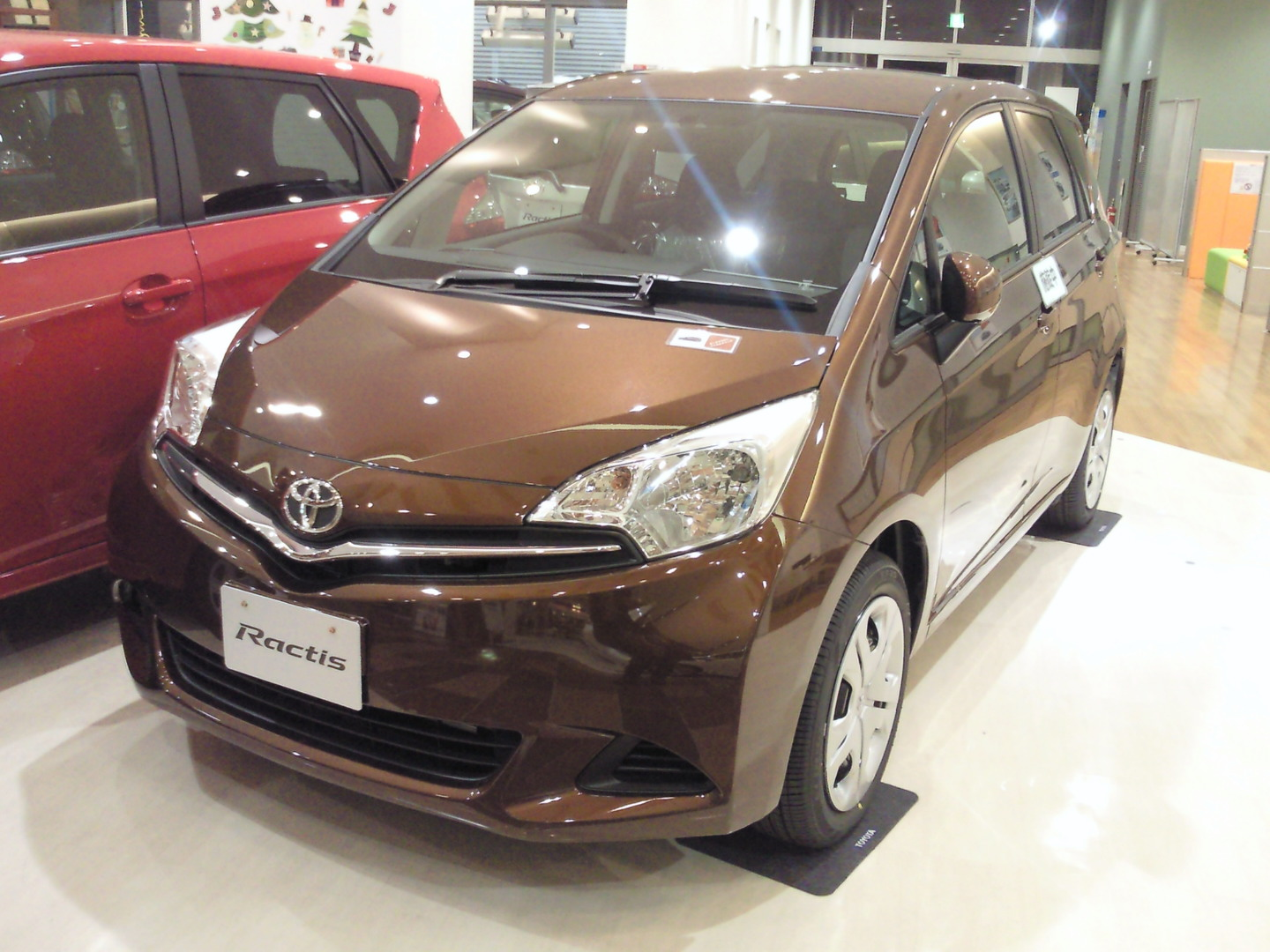
前期型　L'épice（レピス）
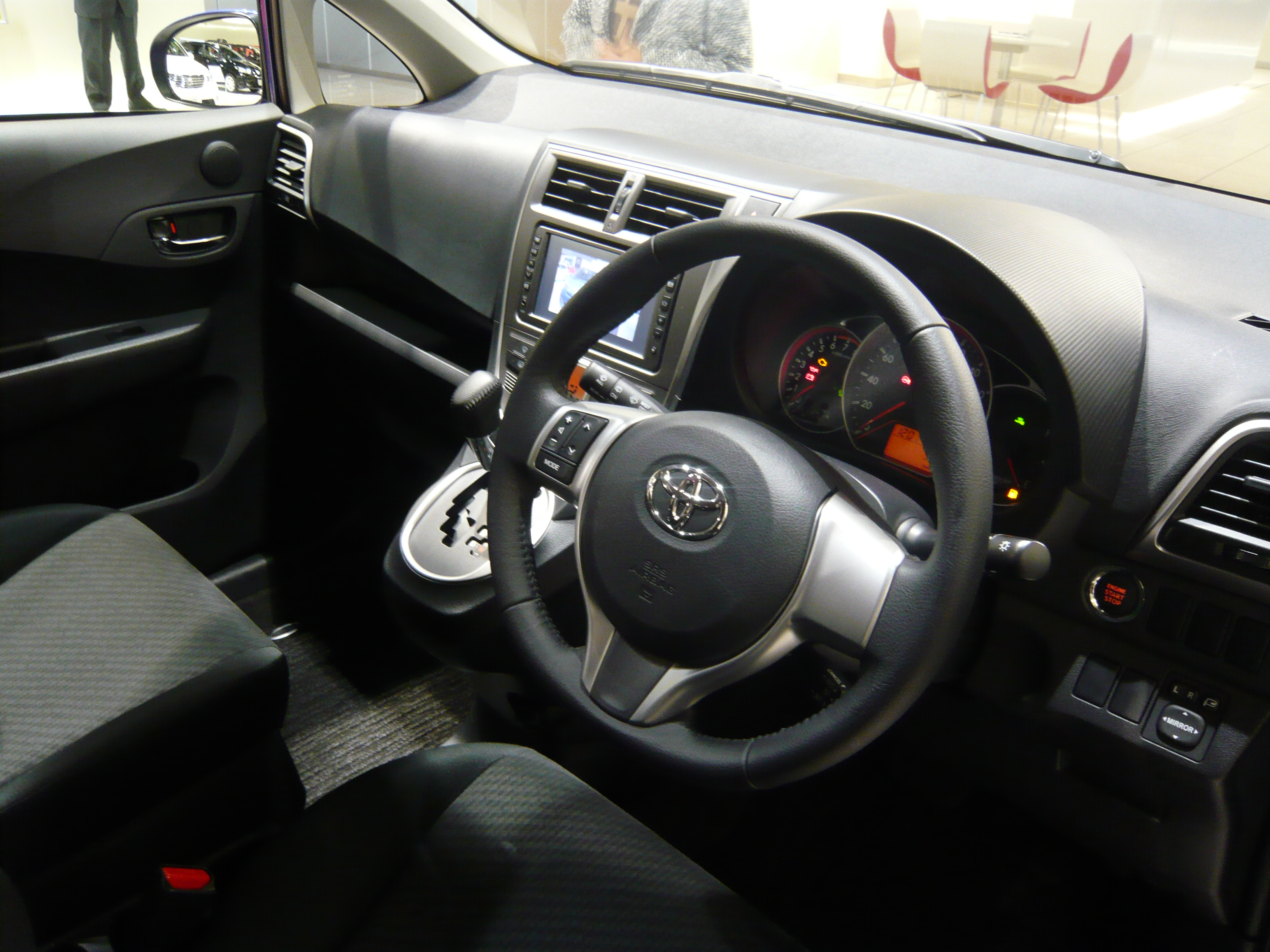
インパネ
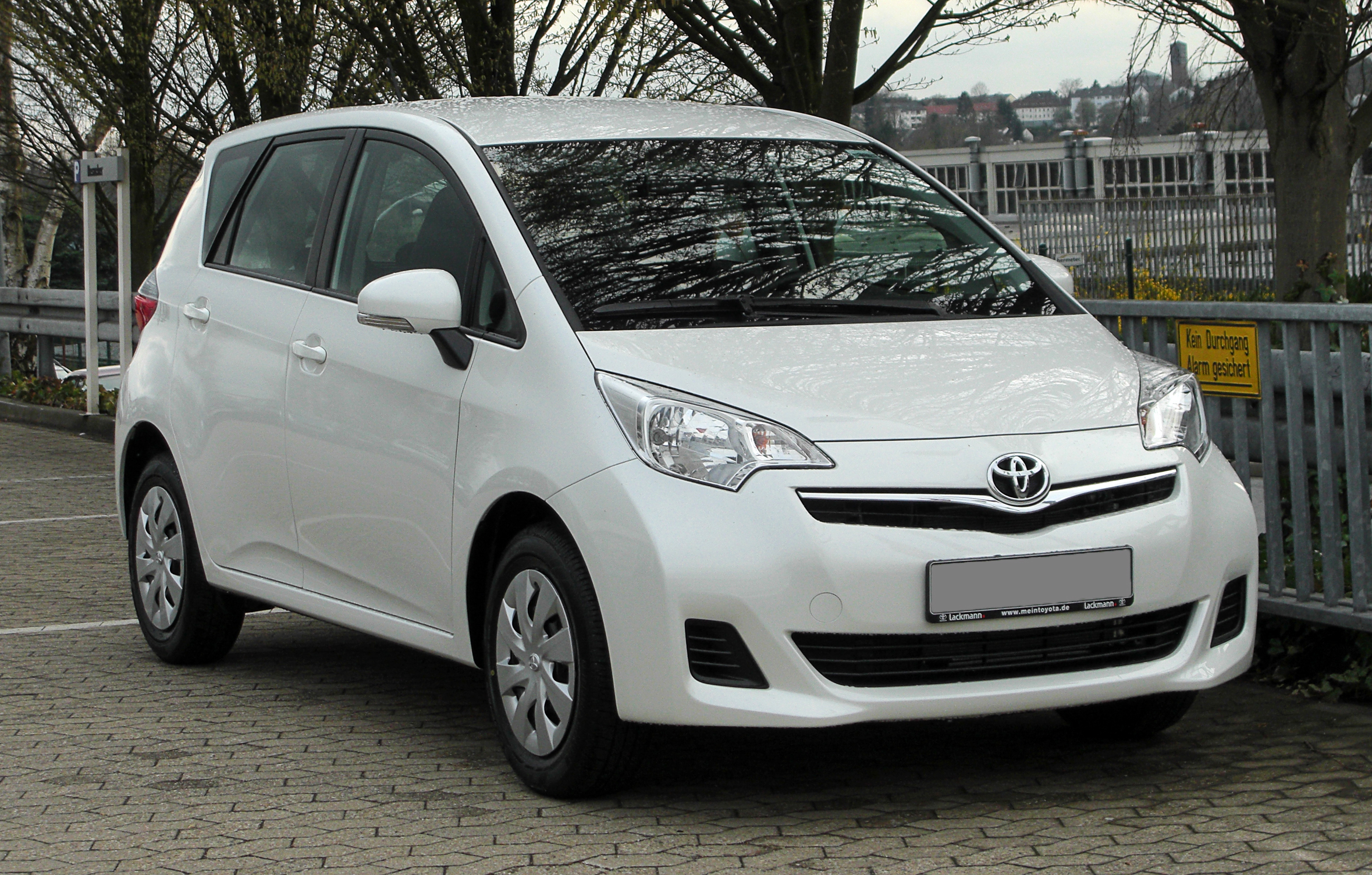
欧州仕様（ヴァーソS）
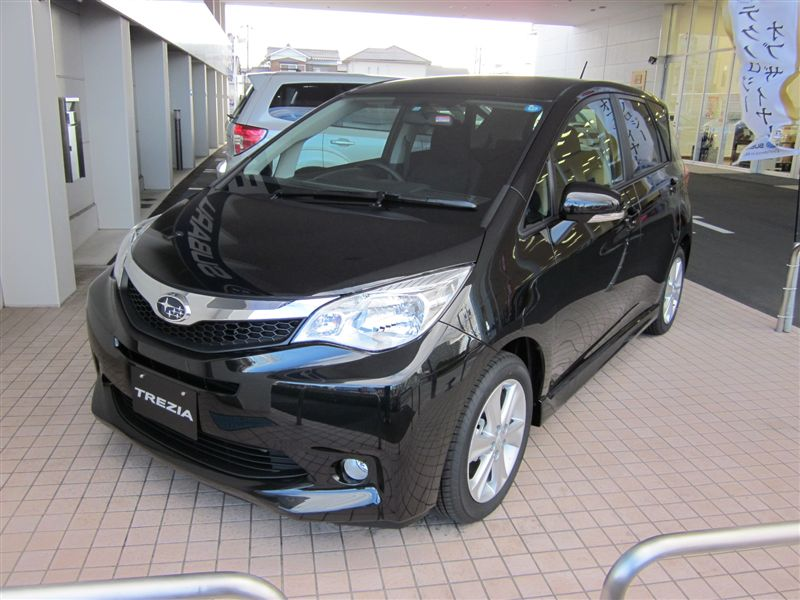
OEM車種のスバルトレジア（前期型）

### 先代からの変更点
先代との大きな変更点は、以下のことが挙げられる。
- インパネシフトが運転席寄りから中央に移動。
- オプションでSMART STOP（アイドリングストップ）が設定された。
- エンジンスタートのボタンがステアリング左脇から右脇に移動。
- メーターが運転席前に設置されるのは同じであるが、視点がステアリング上からステアリング内に変更。同時に、オプティトロンメーターが廃止された。
- 4WD車にもSuper CVT-iを採用。
- FF車はカーゴルームからレバー1本でリヤシートが可倒できるようになった。
- 国内向け前期型においてはテレスコピックステアリングを廃止した（姉妹車のスバルトレジアと欧州向けのヴァーソSには当初から設定。後期型では「X」を除いた全グレードで復活）。
- パドルシフト採用グレードが大幅に減った（「S」のみ）。
- ホイールのPCDは100のままであるが、4Hから5Hに変更。
- スバル・トレジアとメカニズムを共用する関係上、（CIマークと「VVT-i」のロゴが入る）エンジンヘッドカバーが未装着になった。
- スペアタイヤを廃止し、代わりにパンク修理キットを標準装備とした（スペアタイヤはメーカーオプションで選択可）。
- カーゴルームの地面からの高さが高くなり、カーゴルーム部分の室内高も大幅に低くなった。

### 年表
- 2010年
  - 9月30日 - パリモーターショーで欧州向けのトールワゴン「ヴァーソ・S (Verso-S)」を発表。日本国内では同車を「新型『ラクティス』」として発売すると発表した。
  - 11月22日 - フルモデルチェンジ。キャッチフレーズは「イマドキ家族にコンパクト」で、CMキャラクターは新垣結衣[注釈 5]。
  - 11月29日 - 富士重工業へスバル・トレジアの車名でOEM供給開始[5][6]。
- 2011年10月26日 - 日本において、一部改良および特別仕様車「X SMART STOP Selection」・「G SMART STOP Selection」を発売。CMソングは大橋トリオ「Bing Bang」。

「S」を除く全グレードでボディカラーに「ターコイズメタリック」を、「G」の内装色にベージュを追加するなど、カラーバリエーションを拡充（代わりにボディカラーの「ダークブラウンマイカメタリック」は廃止）。また「L'épice」・「G」・「S」はインパネとフロントドアアッパー部にソフトパッド表革を採用するとともに、フロントドアには先に登場した3代目ヴィッツで初採用した、紫外線を約99%カットする「スーパーUVカットガラス」を装備し快適性を向上した。さらに、一部装備を厳選した「Vパッケージ」を「1.5X」の4WD車に加え、「1.3X」にも設定された。
特別仕様車「X SMART STOP Selection」・「G SMART STOP Selection」は「1.3X」・「1.3G」をベースに、アイドリングストップ機構「Toyota Stop & Start System」、優れた操舵性や走行安定性を確保するS-VSC&TRC、LEDリアコンビネーションランプを装備し、10・15モード燃費を1.5km/L向上し、環境性能・安全性能を高めた。ボディカラーはミスタードーナツとコラボレーションした専用色「ストロベリーメタリックオパール」を含む5色を設定。この専用色を設定した場合、ドアミラー・アウトサイトドアハンドル・バックドアガーニッシュにベリーレッドマイカの加飾が施される。
- 2012年7月23日 - 日本仕様を一部改良。CMキャラクターは児嶋一哉（アンジャッシュ）、CMソングは布施明が歌唱するオリジナル楽曲。

1.5L・2WD車でエンジンの改良と新型「Super CVT-i」を搭載したことで燃費を向上し、「平成27年度燃費基準」を達成。更に、1.3L車と1.5L・2WD車（「X Vパッケージ」と「車いす仕様車（タイプI） 助手席側リヤシート付」を除く）にはアイドリングストップ機構「Toyota Stop & Start System」をメーカーオプションに設定。更なる燃費向上を実現し、1.3L車は「平成27年度燃費基準」を、1.5L・2WD車は「平成27年度燃費基準+10%」をそれぞれ達成した。
- 2013年10月1日 - 日本仕様を一部改良。S-VSC&TRCを全車に標準装備し、安全性能を強化した。
- 2014年5月12日 - 日本仕様をマイナーチェンジ[7]（香港・マカオ仕様は2014年7月より）CMキャラクターはSEKAI NO OWARI、CMソングは当バンドの「スターライトパレード」[注釈 6]。

外観は全車にプロジェクター式ヘッドランプやLEDクリアランスランプを採用し、リアコンビネーションランプにはLEDを採用（1.5L車にはすでに採用済）した上で、レイアウトを変更。フロントグリルにめっき加飾を施した。「S」はアルミホイールが新デザインとなり、スタイリッシュなイメージを強調した。ボディカラーは「ターコイズメタリック」を廃止し、「ブロンズマイカメタリック」を追加した（「S」はボディカラーの変更なし）。内装ではセンタークラスターにブラックメタリック塗装を施し、メーターフードやセンタークラスターのシボ加工のデザインを変更した。フロントドアガラスにはスーパーUVカット・IRカット機能付ガラスを採用し、快適性を向上した。また、前期型では廃止されていたテレスコピックステアリングを「X」を除いた全グレードで標準装備とした。
1.3L車は、エンジンをハイブリッドカーに用いられているアトキンソンサイクルやクールドEGR、VVT-iEを採用した1NR-FKE型に置換したことで燃費を向上。メーカーオプションの「Toyota Stop & Start System」を装備した場合、「平成27年度燃費基準+10%」を達成した。併せて、「Toyota Stop & Start System」を装備した場合には、エコドライブを支援するTFTマルチインフォメーションディスプレイが新たに装備された。
グレード体系が一部変更され、「X Vパッケージ」及び「L'épice」を廃止する替わりに「G"PRIME STYLE"」を新設した。
なお、同年4月にマイナーチェンジしたパッソやヴィッツ同様に、HDDナビゲーションのメーカーオプション設定が廃止となり、代替としてステアリングスイッチとバックカメラがセットになった「ナビレディパッケージ」を全グレード（車いす仕様車〈タイプI〉を含む）にメーカーオプション設定。「S」はプロジェクター式ハロゲンヘッドランプにグレードダウンし、バイキセノン式ディスチャージヘッドランプはメーカーオプション設定となった（バイキセノン式ディスチャージヘッドランプは新グレードの「G"PRIME STYLE"」のみ標準装備となる）。同年末までの新車登録台数の累計は15万8699台。
- 2016年
  - 6月（補足）- OEMモデルのトレジアの生産終了。
  - 7月（補足）- OEMモデルのトレジアの販売終了。
  - 8月31日[9] - 日本・香港・マカオ仕様の生産を終了。その後は在庫対応のみとなる。なお、欧州仕様は引き続き販売される。OEMモデルのトレジアもこちらに先行する形で同日をもって販売終了となった。
  - 9月30日[10] - 販売終了に伴い、日本仕様のホームページの掲載を終了。2代11年の歴史に幕を下ろす。実質的に先代のファンカーゴを含めると通算3代17年となった。

2017年12月（補足）- 欧州仕様の販売終了。直接的な後継車はないものの、コンパクトカーとしては既存の3代目ヤリス（日本名・3代目ヴィッツ）が、コンパクトMPVとしては既存のヴァーソがそれぞれ、間接的な後継車となる。

### 日本・香港・マカオ仕様
グレード体系は従来からの「X」・「G」に加え、専用デザインのフロント周りやインテリアカラーを採用した「L'épice（レピス）」のグレードを設定。欧州仕様と同等の設定の専用ユーロサスペンションやパドルシフトを採用し、走りを追求した「S（1.5L・2WD車のみ）」が追加。さらに、後述の「ウェルキャブ」から「車いす仕様車（タイプI）助手席側リヤシート付」が車いす仕様車では初となる型式指定を取得し、カタロググレードとしてラインナップされた。
後期型では「L'épice」に替わり、専用のシート表皮やシルバーステッチ（ステアリング・シフトノブ）などを採用した「G"PRIME STYLE"（1.5L・2WD車のみ）」が新設された。
一方、香港・マカオ仕様はベースグレードの「Young」とパノラマルーフやアルミホイールなどを装備した上級仕様の「Verso」の2グレードのみの設定となり、ともに1.5Lのみが組み合わされていた。

### 欧州仕様
ベーシックグレードの「Terra」、「Terra」にフォグランプ・6スピーカーなどを追加した「Luna」、「Luna」にプライバシーガラス・クルーズコントロールを追加した「Luna+」、「Luna+」に16インチアルミホイール・オートエアコンなどを追加した「Sol」の4つのグレードで構成される。運転席・助手席エアバッグ、運転席・助手席サイドエアバッグ、カーテンエアバッグのほか運転席ニーエアバッグの合計7つのエアバッグ、VSCが全車で標準装備となっていた。

## 日本での取扱販売店
- トヨタカローラ店
- トヨペット店[注釈 7]（2006年8月7日までは大阪トヨタ）

2代目ではトヨペット店扱いの車両のみ、車両型式の末尾に「(B)」が付与されていた。

## 車名の由来
英語で「Run」の「R」と、「activity」の「acti」と、「space」の「s」と言う意味を組み合わせた造語。また、2代目前期に設定されたレピス（L'epice）はフランス語で「隠し味」「スパイス」を意味する。

## ウェルキャブ（福祉車両車）

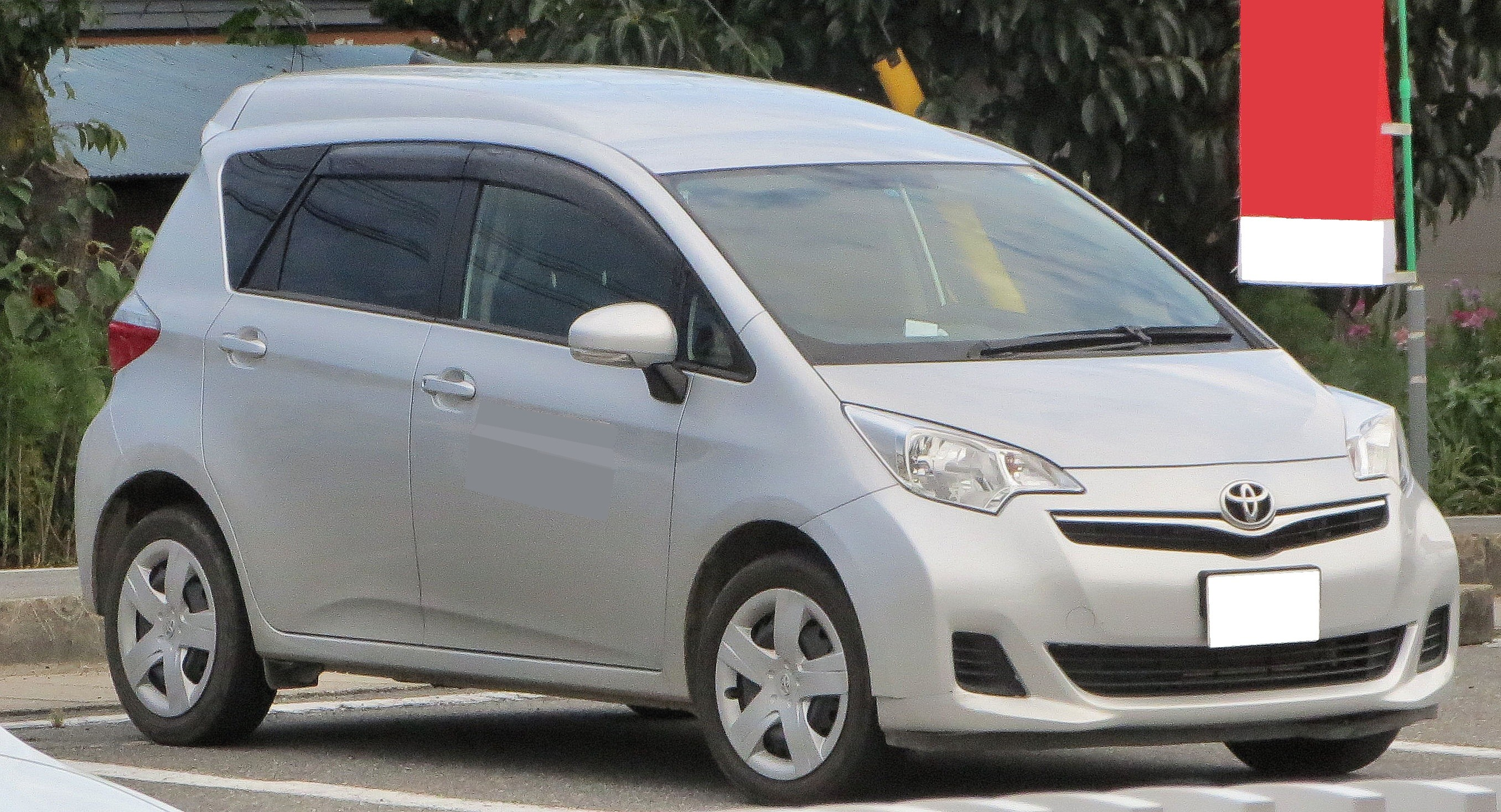
2代目 ウェルキャブ 車いす仕様車　タイプII

ラインナップとして下記の5種類を設定。中でも車いす仕様車には、ウェルキャブ初のインライン架装（高岡工場生産）を実施。インライン架装を実施することにより、価格を抑えることが可能となった。また、車いす仕様車タイプIIでは、子供（搭載可能な車いすサイズに制限あり）を1.5列目（ほぼ助手席）に車いすごと乗せることが可能だった。
なお、2009年10月の一部改良に伴い、新たにリモコン操作でルーフ上に設置されたボックス内に車椅子を電動格納できる「ウェルキャリー」を搭載したフレンドマチック車「タイプII」、フレンドマチック取付用専用車「タイプIII」・「タイプIV」を新たに設定した。なお、同年8月25日に施行された特定改造自動車のエネルギー消費効率相当値の算定実施要領により燃費値が算定できるようになったため、1.3L車の一部仕様と1.5L・FF車がベース車と同じく環境対応車普及促進税制（エコカー減税）を受けられた。
2代目では屋根部分をハイルーフ化することにより、室内高は初代比プラス40mmになると同時に、ベース車プラス120mmの全高とすることで、車椅子使用時における室内空間を確保。また、「車いす仕様車（タイプI）助手席側リアシート付」が車いす仕様車としては日本初となる型式指定自動車となった。車いす仕様車は改造車扱いであり一般車と異なる登録や車検が必要だったが、型式指定を受けることで一般車と同じ扱いになり、登録や車検に必要な手間が大幅に軽減されるようになった。
なお、初代・2代目とも車いす仕様車には専用装備として、車椅子での乗降をスムーズに行う目的でリヤにエアサスペンションが備わった。2016年8月生産終了。
- 初代
  - 車いす仕様車（タイプI / タイプII）
  - 助手席リフトアップシート車（Aタイプ / Bタイプ）
  - 助手席回転スライドシート車（Aタイプ / Bタイプ）
  - フレンドマチック車（タイプI / タイプII）
  - フレンドマチック取付用専用車（タイプI / タイプII / タイプIII / タイプIV）
- 2代目
  - 車いす仕様車（タイプI 助手席側リアシート無 / タイプII）
    - タイプIの助手席側リアシート付は型式指定により標準車と同じカタロググレードとなる。

  - 助手席側リフトアップシート車（Aタイプ / Bタイプ）
  - フレンドマチック取付用専用車（タイプI / タイプII / タイプIII / タイプIV）